# Пост-брит-поп
Пост-брит-поп — поджанр британского альтернативного рока. Появился в конце 90-х, как продолжение брит-попа, под влиянием таких групп, как Pulp, Oasis, Suede и Blur.
Основными инструментами являются ритм-гитара, бас-гитара, ударные и клавишные, в пост-брит-попе присутствуют элементы традиционного британского рока с влиянием американской музыки. Пост-брит-поп-группы часто используют отдельные элементы британской поп и рок-музыки из 70-х годов. Основоположниками и наиболее яркими представителями стиля являются группы The Verve, Coldplay и Travis.

## История
Начиная с 1997 года, популярность брит-попа пошла на спад, и некоторые группы пытались создать новые жанры, производные от него. В период 1997—2000-х группами The Verve, Coldplay и Travis были выпущены три коммерчески успешных альбома, которые значительно переосмысливали звучание классического бритпопа — Urban Hymns, Parachutes и The Man Who соответственно. Под их влиянием появляется ряд новых исполнителей с аналогичных звучанием, среди которых: Embrace, Starsailor, Thirteen Senses, Ричард Эшкрофт.
В этот период, влияние пост-бритпопа испытали такие группы, как Suede (альбом A New Morning), James (альбомы 1999—2008 годов). Элементы жанра присутствуют в звучании Snow Patrol, Keane, Doves и Feeder.
За пределами британских островов стиль широкого распространения не получил — наиболее ярким представителем можно назвать исландскую группу Leaves (альбом Breathe).